# Riosucio
Riosucio ist eine Gemeinde (municipio) im Departamento Caldas in der Kaffeeanbauregion Kolumbiens.

## Geographie
Riosucio liegt im Nordwesten von Caldas auf einer Höhe von 1783 Metern an der Ostflanke der westlichen Kordillere der kolumbianischen Anden. Die Jahresdurchschnittstemperatur beträgt 19–21 °C. Riosucio liegt 91 km von Manizales entfernt. An die Gemeinde grenzen im Norden Jardín und Támesis in Antioquia, im Osten Filadelfia und Supía in Caldas, im Süden Guática und Quinchía in Risaralda und im Westen Mistrató in Risaralda.

## Bevölkerung
Die Gemeinde Riosucio hat 64.593 Einwohner, von denen 20.658 im städtischen Teil (cabecera municipal) der Gemeinde leben (Stand 2019).

## Geschichte
Auf dem Gebiet des heutigen Riosucio lebte vor der Ankunft der Spanier das indigene Volk der Ancermas. Das moderne Riosucio entstand durch Umsiedlung der Orte La Montaña und Quiebralomo zwischen 1815 und 1819. Diese wurden 1846 auf Dekret des Gouverneurs der Provinz Cauca, José Laureano Mosquera, unter dem Namen Riosucio zusammengeschlossen. Ab 1850 wurde die Region vermehrt von Antioquia aus besiedelt.

## Wirtschaft
Der wichtigste Wirtschaftszweig in Riosucio ist heute der Kaffeeanbau. Außerdem werden andere landwirtschaftliche Produkte wir Zuckerrohr, Mais, Bananen, Maniok, Zitruspflanzen, Obst, Gemüse und Hülsenfrüchte angebaut. Daneben spielen noch die Rinder- und Geflügelproduktion sowie die Teichwirtschaft eine Rolle. Historisch war auf dem Gebiet der Gemeinde die Goldgewinnung wichtig.

## Karneval von Riosucio

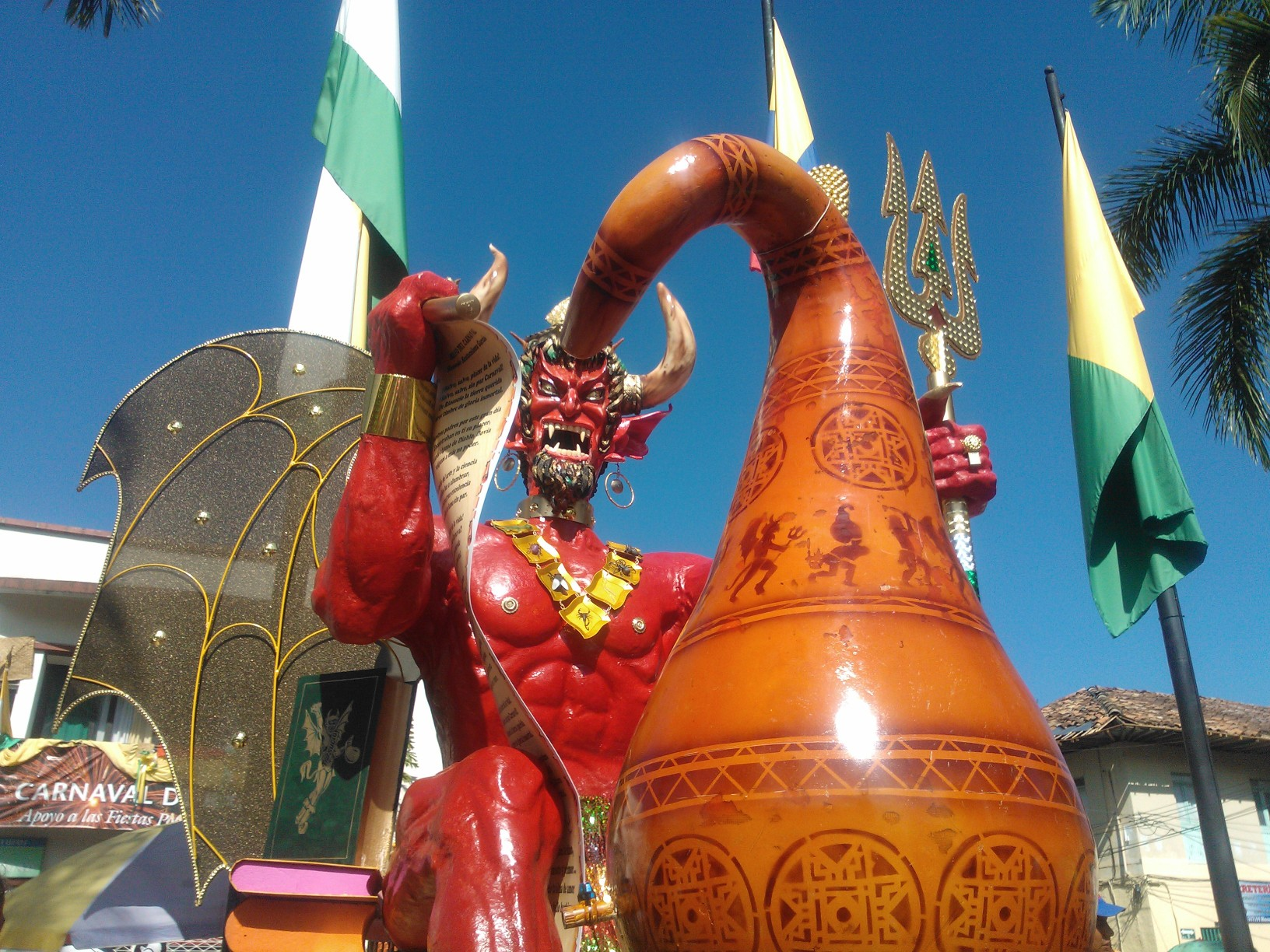
Karneval von Riosucio

In Riosucio wird alle zwei Jahre im Januar ein Karneval veranstaltet. Der Karneval geht auf die Rivalität zwischen den zu Riosucio zusammengeschlossenen Orten La Montaña und Quiebralomo zurück und wurde im 19. Jahrhundert zu Ehren der Heiligen Drei Könige ins Leben gerufen. Seit 1915 spielt der Teufel eine besondere Rolle im Karneval, der deswegen auch Teufelskarneval genannt wird. Im Karneval sind insbesondere indigene Einflüsse präsent, die sich mit afrikanischen und spanischen Einflüssen vermischen.

## Söhne und Töchter der Stadt
- Otto Morales Benítez (1920–2015), kolumbianischer Jurist und Politiker